# Marco Materazzi
Marco Materazzi (19. srpen 1973, Lecce, Itálie) je bývalý italský fotbalový obránce. V roce 2006 se stal s reprezentací mistrem světa ve fotbale. V létě 2014 se nechal zlákat do nově zformované indické ligy Indian Super League, kde plnil v týmu Chennaiyin FC roli hrajícího trenéra.
Website Inside World Soccer jej zařadil na 9. místo v žebříčku nečistě hrajících fotbalistů. Materazzimu se mezi fanoušky a spoluhráči říká „Matrix“ a „Řezník“ kvůli jeho nevyzpytatelné osobnosti a celkově agresivní hře.[zdroj?]
Na počátku kariéry hrál za různé kluby v Sérii C a Sérii B, později za prvoligový anglický klub Everton. Dvě období strávil v Perugii (1995–1998 a 1999–2001). Nakonec se v roce 2001 upsal Interu Milán za 10 milionů eur. Materazzi je známý jako střelec gólů. V sezóně 2000/2001 zlomil rekord Serie A v počtu gólů vstřelených obráncem. S Interem vyhrál mnoho soutěží včetně 5 vítězství v Sérii A v řadě, 1 vítězství v Lize mistrů a po 3 vítězstvích Italského poháru a Italského superpoháru.
Na mezinárodní scéně debutoval v roce 2001 a v roce 2006 vyhrál své první velké trofeje: s Interem Sérii A a s Itálií Mistrovství světa v Německu. Ve finále mistrovství proti Francii se stal účastníkem kontroverzního incidentu. Materazzi v prodloužení urazil Francouze Zinedina Zidana, který ho udeřil hlavou do hrudi a srazil ho k zemi. Hádka a následná červená karta pro Zidana se stala předmětem mnoha diskusí. Tento moment se stal jedním z nejznámějších v celé historii Mistrovství světa.

## Mládí
Marco Materazzi se narodil v Italském městě Lecce. Jeho otec Giuseppe hrál za tamní klub US Lecce. Po ukončení hráčské kariéry se Giuseppe stal trenérem. Trénoval i slavné kluby, např. Pisu, Lazio Řím nebo Sporting Lisabon. Marco byl velký fanoušek Lazia, když ho jeho otec v letech 1988–1990 trénoval.

## Klubová kariéra

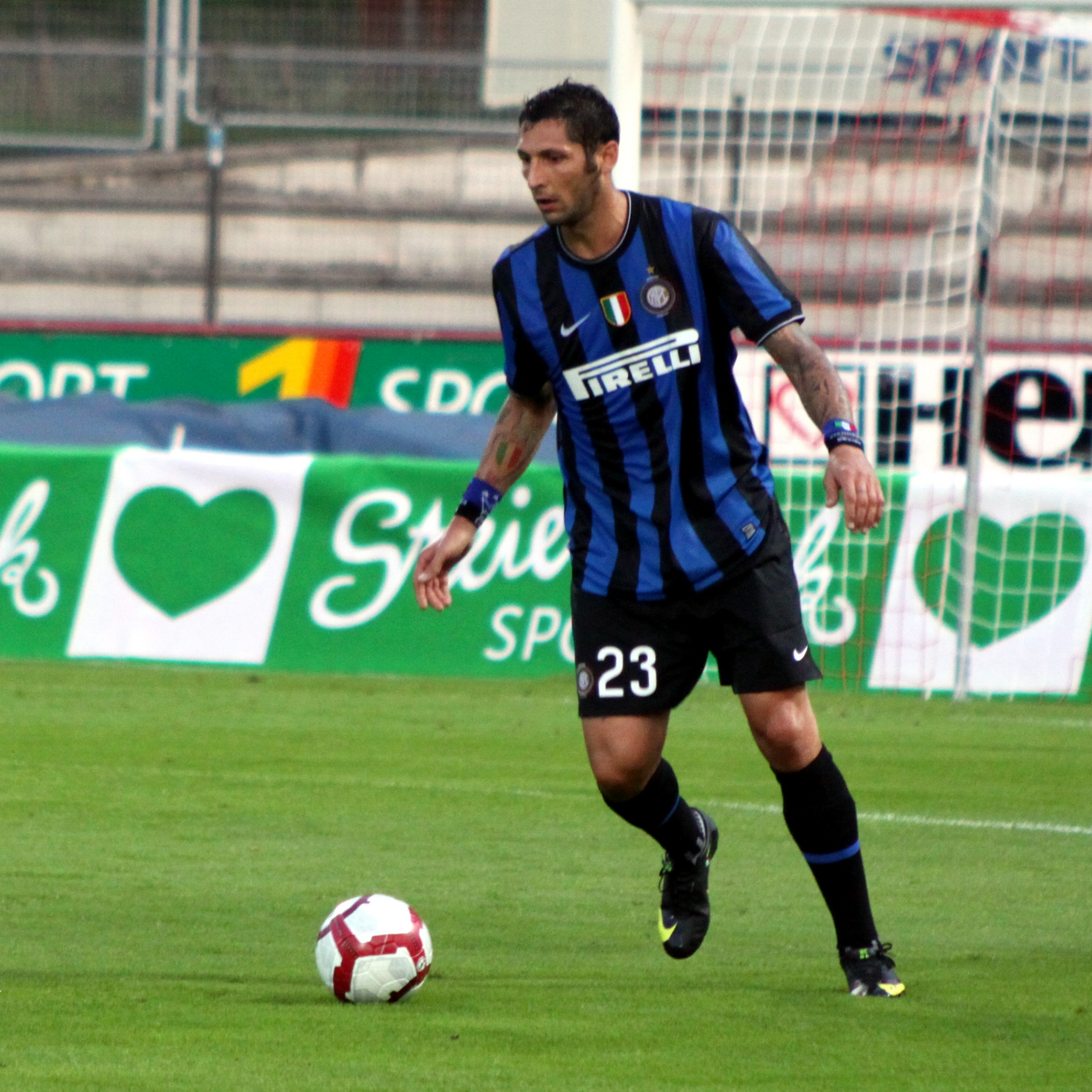
Marco Materazzi v dresu Interu Milán

Svou klubovou kariéru začal v mládežnickém klubu FC Messina Peloro v letech 1990–1991. Poté hrál v amatérském Tor di Quinto (1991–1992), týmu Série C2 Marsala (1993–1994) a týmu Série C1 Trapani Calcio (1994–1995), se kterým se mohl dostat do Série B, ale těsně prohrál rozhodující zápas s AS Gualdo Calcio.
Přesto o něj projevil zájem tým Série B Perugia, za který hrál v letech 1995–1998, ale část sezóny 1996–1997 strávil na hostování v týmu Série C Carpi FC 1909. Sezónu 1998–1999 strávil v anglickém prvoligovém Evertonu, kde dostal červenou kartu čtyřikrát z celkových 27 zápasů a vstřelil 2 góly (proti Middlesbroughu a Huddersfieldu). Poté se vrátil do Perugie, kde v sezóně 2000–2001 vstřelil 12 gólů, čímž zlomil rekord v počtu gólů vstřelených obráncem v Sérii A, který předtím držel Daniel Passarella. Od následující sezóny hrál za Inter Milán, který ho koupil za 10 milionů eur. Za něj vstřelil v sezóně 2006–07 10 gólů a stal se obráncem s největším počtem vstřelených gólů v této sezóně. V dubnu 2008 odehrál svůj 150. zápas za Inter, který skončil vítězstvím 2:0 nad Atalantou.
V červnu 2011 rozvázal svůj kontrakt s Interem, protože cítil, že už nedosahuje kvality špičkových hráčů. Ihned poté ho lákal nově postoupivší klub do Premier League, Queens Park Rangers. Také mu byl nabízen přestup do MLS. Materazzi vyjádřil své přání vrátit se do Interu jako trenér.
V létě 2014 se nechal zlákat do nově zformované indické ligy Indian Super League, kde měl plnit v týmu Chennaiyin FC roli hrajícího trenéra.

## Přestupy
- z Perugia do Everton za 3 000 000 Euro
- z Everton do Perugia za 4 130 000 Euro
- z Perugia do Inter za 10 500 000 Euro

## Hráčská statistika
| Sezóna  | Klub          | Liga           | Liga   | Liga | Národní poháry | Národní poháry | Národní poháry | Kontinentální poháry | Kontinentální poháry | Kontinentální poháry | Celkem | Celkem |
| Sezóna  | Klub          | Soutěž         | Zápasy | Góly | Soutěž         | Zápasy         | Góly           | Soutěž               | Zápasy               | Góly                 | Zápasy | Góly   |
| ------- | ------------- | -------------- | ------ | ---- | -------------- | -------------- | -------------- | -------------------- | -------------------- | -------------------- | ------ | ------ |
| 1990/91 | Messina       | Serie B        | 1      | 0    | IP             | 0              | 0              | -                    | 0                    | 0                    | 1      | 0      |
| 1991/92 | Tor di Quinto | Serie D        | 0      | 0    | -              | 0              | 0              | -                    | 0                    | 0                    | 00     | 0      |
| 1992/93 | Tor di Quinto | Serie D        | 12     | 0    | -              | 0              | 0              | -                    | 0                    | 0                    | 12     | 0      |
| 1993/94 | Marsala       | Serie D        | 25     | 4    | -              | 0              | 0              | -                    | 0                    | 0                    | 25     | 4      |
| 1994/95 | Trapani       | Serie C1       | 13     | 2    | -              | 0              | 0              | -                    | 0                    | 0                    | 13     | 2      |
| 1995/96 | Perugia       | Serie B        | 1      | 0    | IP             | 0              | 0              | -                    | 0                    | 0                    | 1      | 0      |
| 1996/97 | Carpi         | Serie C1       | 18     | 7    | -              | 0              | 0              | -                    | 0                    | 0                    | 18     | 7      |
| 1997    | Perugia       | Serie A        | 14     | 2    | -              | 0              | 0              | -                    | 0                    | 0                    | 14     | 2      |
| 1997/98 | Perugia       | Serie B        | 32+1   | 5    | IP             | 2              | 0              | -                    | 0                    | 0                    | 35     | 5      |
| 1998/99 | Everton       | Premier League | 27     | 1    | AP+ALP         | 2+4            | 0+1            | -                    | 0                    | 0                    | 33     | 2      |
| 1999/00 | Perugia       | Serie A        | 21     | 3    | IP             | 2              | 0              | Int.                 | 1                    | 0                    | 24     | 3      |
| 2000/01 | Perugia       | Serie A        | 30     | 12   | IP             | 2              | 0              | Int.                 | 3                    | 0                    | 33     | 12     |
| 2001/02 | Inter         | Serie A        | 23     | 1    | IP             | 1              | 0              | UEFA                 | 8                    | 1                    | 38     | 2      |
| 2002/03 | Inter         | Serie A        | 20     | 1    | IP             | 0              | 0              | LM                   | 13                   | 0                    | 38     | 1      |
| 2003/04 | Inter         | Serie A        | 14     | 3    | IP             | 0              | 0              | LM                   | 4                    | 0                    | 22     | 3      |
| 2004/05 | Inter         | Serie A        | 26     | 0    | IP             | 5              | 0              | LM                   | 9                    | 0                    | 43     | 0      |
| 2005/06 | Inter         | Serie A        | 22     | 2    | IP+IS          | 6+1            | 0              | LM                   | 10                   | 0                    | 39     | 2      |
| 2006/07 | Inter         | Serie A        | 28     | 10   | IP+IS          | 2+1            | 0              | LM                   | 6                    | 0                    | 39     | 10     |
| 2007/08 | Inter         | Serie A        | 23     | 1    | IP+IS          | 4+1            | 0              | LM                   | 3                    | 0                    | 33     | 1      |
| 2008/09 | Inter         | Serie A        | 8      | 0    | IP+IS          | 2+0            | 0              | LM                   | 5                    | 1                    | 16     | 1      |
| 2009/10 | Inter         | Serie A        | 12     | 0    | IP+IS          | 4+0            | 0              | LM                   | 4                    | 0                    | 20     | 0      |
| 2010/11 | Inter         | Serie A        | 8      | 0    | IP+IS          | 1+1            | 0              | LM+ES+MSK            | 1+0+0                | 0                    | 13     | 0      |
| 2014    | Chennaiyin    | Super League   | 6+1    | 0    | -              | 0              | 0              | -                    | 0                    | 0                    | 7      | 0      |
| Celkově | Celkově       | Celkově        | 386    | 54   | -              | 41             | 1              | -                    | 65                   | 2                    | 491    | 57     |

## Reprezentační kariéra
Za reprezentaci odehrál 41 utkání a vstřelil dvě branky. První utkání odehrál 25. dubna 2001 proti Jihoafrické republice (1:0). Poté byl nominován na MS 2002 a ME 2004. Dostal se i na MS 2006, kde začínal jako náhradník, ale po zranění Nesty v 17. minutě zápasu základní skupiny proti ČR (2:0) se dostal do základní sestavy. V tomto zápasu také skóroval v 26. minutě po hlavičce z rohového kopu a poslal svůj tým do vedení 1:0. V osmifinálovém zápase proti Austrálii dostal červenou kartu a byl vyloučen ze čtvrtfinále proti Ukrajině. S týmem se dostal do finále, ve kterém v 19. minutě hlavičkou z rohového kopu vyrovnal na konečných 1:1. Také střílel jako 2. v pořadí a proměnil penaltu v rozstřelu, který následoval po prodloužení. V prodloužení ho ve 110. minutě udeřil hlavou do hrudi a srazil k zemi Zinedine Zidane, který následně viděl červenou kartu a byl vyloučen. Zidane ho obvinil z urážky své sestry a matky. Na tiskové konferenci po zápasu Materazzi řekl, že poté, co se držel Zidanova dresu, mu ho Zidane ironicky nabídl: Jestli chceš můj dres, po zápase ti ho věnuju". Materazzi na to odpověděl italsky: „Preferisco quella puttana di tua sorella“ (raději si vezmu děvku, jako je tvá sestra), po čemž následoval Zidanův faul. Materazzi později řekl, že nevěděl, že Zidane vlastně nějakou sestru má. Britské deníky The Daily Star, The Daily Mail a The Sun uvedly, že Materazzi adresoval Zidanovi rasistické výroky. Materazzi se proti tomu bránil soudní cestou. Později byla obvinění stažena a deníky musely zaplatit značné odškodné.
Materazzi hrál v prvním zápasu Itálie na Euru 2008 proti Nizozemsku, ale v 54. minutě byl za stavu 2:0 pro Nizozemsko střídán. Zápas nakonec dopadl 3:0 v neprospěch Itálie. Další zápasy už na Euru nehrál. Po Euru 2008 ukončil svou reprezentační kariéru.

### Statistika na velkých turnajích
| Reprezentace | Rok     | Zápasy             | Zápasy | Zápasy     | Zápasy           | Zápasy           | Zápasy            |
| Reprezentace | Rok     | Fáze turnaje       | Datum  | Soupeř     | Odehraných minut | Vstřelené branky | Výsledek          |
| ------------ | ------- | ------------------ | ------ | ---------- | ---------------- | ---------------- | ----------------- |
| Itálie       | MS 2002 | 2 zápas ve skupině | 8. 6.  | Chorvatsko | 66               | 0                | 1:2               |
| Itálie       | ME 2004 | 3 zápas ve skupině | 22. 6. | Bulhasko   | 83               | 0                | 2:1               |
| Itálie       | MS 2006 | 3 zápas ve skupině | 22. 6. | Česko      | 73               | 1                | 2:0               |
| Itálie       | MS 2006 | Osmifinále         | 26. 6. | Austrálie  | 50               | 0                | 1:0               |
| Itálie       | MS 2006 | Semifinále         | 4. 7.  | Německo    | 120              | 0                | 2:0 v (prodl.)    |
| Itálie       | MS 2006 | Finále             | 9. 7.  | Francie    | 120              | 1                | 1:1 (6:5 na pen.) |
| Itálie       | ME 2008 | 1 zápas ve skupině | 9. 6.  | Nizozemí   | 55               | 0                | 0:3               |

### Góly za reprezentaci
Góly za A-mužstvo Itálie
| Gól | Datum       | Místo            | Soupeř  | Skóre | Výsledek               | Soutěž                 |
| --- | ----------- | ---------------- | ------- | ----- | ---------------------- | ---------------------- |
| 010 | 22. 6. 2006 | Hamburk, Německo | Česko   | 2:0   | výhra                  | Mistrovství světa 2006 |
| 02  | 9. 7. 2006  | Berlín, Německo  | Francie | 1:1   | výhra v pen. rozstřelu | Mistrovství světa 2006 |

## Úspěchy

### Klubové
- 5× vítěz italské ligy (2005/06, 2006/07, 2007/08, 2008/09, 2009/10)
- 1× vítěz indické ligy (2015)
- 4× vítěz italského poháru (2004/05, 2005/06, 2009/10, 2010/11)
- 4× vítěz italského superpoháru (2005, 2006, 2008, 2010)
- 1× vítěz Ligy mistrů (2009/10)
- 1× vítěz Mistrovství světa ve fotbale klubů (2010)

### Reprezentace
- 2× na MS (2002, 2006 - zlato)
- 2× na ME (2004, 2008)

### Individuální
- All Stars team ESM (2006/07)
- Nejlepší obránce italské ligy (2007)
- člen síně slávy Interu (2021)

### Vyznamenání
Zlatý límec pro sportovní zásluhy (23.10. 2006) 

 Řád zásluh o Italskou republiku (12.12. 2006) z podnětu Prezidenta Itálie 